# Eaton (nära Davenham)
Eaton var en civil parish från 1866 till 1936 då den blev en del av Davenham, Winsford och Hartford, i grevskapet Cheshire, i England. Civil parish var belägen 16 km från Crewe och hade 75 invånare år 1931.